# Chenopodium crusoeanum
Chenopodium crusoeanum là loài thực vật có hoa thuộc họ Dền. Loài này được Skottsb. mô tả khoa học đầu tiên năm 1922.